# Jan (koptyjski biskup pomocniczy)
Jan (ur. 9 grudnia 1950) – duchowny Koptyjskiego Kościoła Ortodoksyjnego, od 1991 biskup pomocniczy Patriarchatu Aleksandryjskiego.

## Życiorys
Śluby zakonne złożył 24 kwietnia 1976 w Monasterze św. Makarego. Święcenia kapłańskie przyjął 18 lipca 1988. Sakrę biskupią otrzymał 26 maja 1991. Był sekretarzem patriarchy Szenudy III.